# Division 2 1980/81
Die Division 2 1980/81 war die 42. Austragung der zweithöchsten französischen Fußballliga. Es handelte sich seit 1970 um eine offene Meisterschaft mit Profis und Amateuren. Gespielt wurde vom 9. August 1980 bis zum 23. Mai 1981; zwischen 14. Dezember und 10. Januar gab es eine vierwöchige Winterpause.
Zweitligameister wurde Stade Brest.

## Vereine
Teilnahmeberechtigt waren die 29 Vereine, die nach der vorangegangenen Spielzeit weder in die erste Division auf- noch in die dritte Liga (National) abgestiegen waren; dazu kamen zwei Erstligaabsteiger und fünf Aufsteiger aus der National. Diese 36 Teilnehmer spielten in zwei überwiegend nach regionalen Gesichtspunkten eingeteilten Gruppen (eine mit Mannschaften aus dem Norden und Westen sowie eine mit Teams aus dem Süden und Osten).
Somit spielten in dieser Saison folgende Mannschaften um die Meisterschaft der Division 2:
- Gruppe A: EDS Montluçon, Aufsteiger AS Corbeil-Essonnes, SR Saint-Dié, Racing Club Franc-Comtois Besançon, US Tavaux-Damparis, FC Gueugnon, Aufsteiger FC AS Grenoble, CS Thonon, AS Angoulême, Aufsteiger AS Libourne, Toulouse FC, AS Béziers, Montpellier La Paillade SC, Olympique Avignon, FC Martigues, Absteiger Olympique Marseille, AS Cannes, Gazélec FC Ajaccio
- Gruppe B: US Dunkerque, US Nœux-les-Mines, Aufsteiger SC Abbeville, Aufsteiger SM Caen, Paris FC, Stade Reims, FC Thionville, Le Havre AC, FC Rouen, US Orléans, AAJ Blois, UES Montmorillon, Stade Rennes, EA Guingamp, Absteiger Stade Brest, Stade Quimper, LB Châteauroux, FC Limoges

Direkt aufstiegsberechtigt waren nur die jeweiligen Gruppenersten. Dazu kam eine Relegation zwischen dem am schlechtesten platzierten Erstligisten, der nicht direkt abstieg, und dem besten, nicht direkt aufstiegsberechtigten Zweitligisten.

## Saisonverlauf
Jede Mannschaft trug gegen jeden Gruppengegner ein Hin- und ein Rückspiel aus, einmal vor eigenem Publikum und einmal auswärts. Es galt die Zwei-Punkte-Regel; bei Punktgleichheit gab die Tordifferenz den Ausschlag für die Platzierung. In Frankreich wird bei der Angabe des Punktverhältnisses ausschließlich die Zahl der Pluspunkte genannt; hier geschieht dies in der in Deutschland zu Zeiten der 2-Punkte-Regel üblichen Notation.
Brest kehrte nach nur zehn Monaten in die höchste Spielklasse Frankreichs zurück, während Montpellier zum ersten Mal seit 18 Jahren den Weg dorthin fand. Auf einen dritten Aufsteiger musste die zweite Division aber erneut verzichten, weil der stärkere Gruppenzweite aus Toulouse sich in der Relegation nicht durchzusetzen vermochte. Auch in dieser Spielzeit gelang es der Mehrzahl der Aufsteiger aus der dritten Liga, die Klasse zu halten, lediglich Caen und Corbeil kehrten postwendend wieder dorthin zurück. Begleiten musste sie mit Avignon ein Verein, der im zurückliegenden Jahrzehnt meist zu den Spitzenmannschaften der Division 2 gehört hatte, und mit Thionville ein Klub, der nach nur zwei Jahren und trotz einer Platzierung im vorderen Tabellenmittelfeld freiwillig wieder eine Klasse tiefer spielen wollte. Letztere Entscheidung sicherte Dunkerque für ein weiteres Jahr den Verbleib in der zweiten Liga.
In den 612 Begegnungen wurden 1.452 Treffer erzielt; das entspricht einem Mittelwert von nur 2,37 Toren je Spiel. Erfolgreichste Torschützen waren in Gruppe A Robert Pintenat (Toulouse) mit 32 und in Gruppe B Marcel Campagnac vom Aufsteiger Abbeville mit 22 Treffern; die Liga-Torjägerkrone gewann somit Pintenat.
Zur folgenden Spielzeit kamen aus der Division 1 die beiden Absteiger Olympique Nîmes und SCO Angers hinzu; aus der dritthöchsten Liga stiegen sechs Mannschaften (Calais RUFC, Stade Français 92 Paris, FC Fontainebleau-Bagneaux, FC Mulhouse, CS Cuiseaux-Louhans und der SC Toulon) neu auf.

## Abschlusstabellen

### Gruppe A
| Pl. | Verein                     | Sp. | S  | U  | N  | Tore    | Diff. | Punkte |
| --- | -------------------------- | --- | -- | -- | -- | ------- | ----- | ------ |
| 1.  | Montpellier La Paillade SC | 34  | 21 | 8  | 5  | 054:170 | +37   | 50:18  |
| 2.  | Toulouse FC                | 34  | 20 | 7  | 7  | 066:300 | +36   | 47:21  |
| 3.  | Racing FC Besançon         | 34  | 20 | 7  | 7  | 057:240 | +33   | 47:21  |
| 4.  | AS Béziers                 | 34  | 18 | 7  | 9  | 050:340 | +16   | 43:25  |
| 5.  | AS Angoulême               | 34  | 16 | 10 | 8  | 046:240 | +22   | 42:26  |
| 6.  | Olympique Marseille (A)    | 34  | 16 | 7  | 11 | 040:330 | +7    | 39:29  |
| 7.  | CS Thonon                  | 34  | 14 | 9  | 11 | 040:390 | +1    | 37:31  |
| 8.  | FC Gueugnon                | 34  | 14 | 8  | 12 | 043:320 | +11   | 36:32  |
| 9.  | AS Cannes                  | 34  | 13 | 9  | 12 | 042:360 | +6    | 35:33  |
| 10. | FC Martigues               | 34  | 13 | 7  | 14 | 042:440 | −2    | 33:35  |
| 11. | SR Saint-Dié               | 34  | 10 | 9  | 15 | 031:420 | −11   | 29:39  |
| 12. | Gazélec FC Ajaccio         | 34  | 6  | 16 | 12 | 023:410 | −18   | 28:40  |
| 13. | FC AS Grenoble (N)         | 34  | 11 | 6  | 17 | 033:520 | −19   | 28:40  |
| 14. | AS Libourne (N)            | 34  | 8  | 11 | 15 | 032:490 | −17   | 27:41  |
| 15. | EDS Montluçon              | 34  | 10 | 5  | 19 | 029:530 | −24   | 25:43  |
| 16. | US Tavaux-Damparis         | 34  | 6  | 12 | 16 | 031:490 | −18   | 24:44  |
| 17. | Olympique Avignon          | 34  | 7  | 7  | 20 | 037:660 | −29   | 21:47  |
| 18. | AS Corbeil-Essonnes (N)    | 34  | 6  | 9  | 19 | 031:620 | −31   | 21:47  |

Platzierungskriterien: 1. Punkte – 2. Tordifferenz – 3. geschossene Tore

| (A) | Absteiger aus der Division 1 1979/80 |
| (N) | Neuaufsteiger                        |

### Gruppe B
| Pl. | Verein            | Sp. | S  | U  | N  | Tore    | Diff. | Punkte |
| --- | ----------------- | --- | -- | -- | -- | ------- | ----- | ------ |
| 1.  | Stade Brest (A)   | 34  | 20 | 9  | 5  | 059:250 | +34   | 49:19  |
| 2.  | US Nœux-les-Mines | 34  | 18 | 8  | 8  | 048:280 | +20   | 44:24  |
| 3.  | FC Rouen          | 34  | 16 | 10 | 8  | 043:310 | +12   | 42:26  |
| 4.  | Stade Rennes      | 34  | 16 | 8  | 10 | 041:300 | +11   | 40:28  |
| 5.  | LB Châteauroux    | 34  | 15 | 10 | 9  | 050:440 | +6    | 40:28  |
| 6.  | FC Thionville     | 34  | 13 | 11 | 10 | 044:370 | +7    | 37:31  |
| 7.  | EA Guingamp       | 34  | 12 | 11 | 11 | 038:350 | +3    | 35:33  |
| 8.  | Le Havre AC       | 34  | 13 | 9  | 12 | 032:330 | −1    | 35:33  |
| 9.  | US Orléans        | 34  | 13 | 7  | 14 | 045:430 | +2    | 33:35  |
| 10. | Stade Reims       | 34  | 13 | 6  | 15 | 055:560 | −1    | 32:36  |
| 11. | SC Abbeville (N)  | 34  | 9  | 13 | 12 | 044:480 | −4    | 31:37  |
| 12. | AAJ Blois         | 34  | 9  | 12 | 13 | 034:450 | −11   | 30:38  |
| 13. | Stade Quimper     | 34  | 10 | 10 | 14 | 027:390 | −12   | 30:38  |
| 14. | FC Limoges        | 34  | 11 | 7  | 16 | 032:480 | −16   | 29:39  |
| 15. | Paris FC          | 34  | 9  | 10 | 15 | 036:340 | +2    | 28:40  |
| 16. | US Dunkerque      | 34  | 10 | 8  | 16 | 034:420 | −8    | 28:40  |
| 17. | UES Montmorillon  | 34  | 9  | 9  | 16 | 038:490 | −11   | 27:41  |
| 18. | SM Caen (N)       | 34  | 6  | 10 | 18 | 025:580 | −33   | 22:46  |

Platzierungskriterien: 1. Punkte – 2. Tordifferenz – 3. geschossene Tore

| (A) | Absteiger aus der Division 1 1979/80 |
| (N) | Neuaufsteiger                        |

## Ermittlung des Meisters
Die beiden Gruppensieger trafen in Hin- und Rückspiel aufeinander, um den diesjährigen Meister der Division 2 zu ermitteln. Dabei gewann Brest in Montpellier mit 3:2 und vor eigenem Publikum mit 2:0 und stieg somit als Zweitligameister auf.
| Gruppe B                   | Gesamt | Gruppe A    | Hinspiel | Rückspiel |
| -------------------------- | ------ | ----------- | -------- | --------- |
| Montpellier La Paillade SC | 2:5    | Stade Brest | 2:3      | 0:2       |

## Relegation
Nach dem gleichen Modus kämpften die beiden Gruppenzweiten darum, wer von ihnen gegen den Erstliga-18. FC Tours um einen weiteren Aufstiegsplatz in die höchste Spielklasse spielen durfte. Hierbei gewannen Nœux-les-Mines (2:0) und Toulouse (5:0) jeweils ihr Heimspiel, so dass die Tordifferenz den Ausschlag zugunsten der Südfranzosen gab. Diese verloren in Tours mit 0:1 und erreichten zuhause nur ein 2:2-Unentschieden, so dass sie ebenfalls in der zweiten Liga verblieben.
| Gruppe B          | Gesamt | Gruppe A    | Hinspiel | Rückspiel |
| ----------------- | ------ | ----------- | -------- | --------- |
| US Nœux-les-Mines | 2:5    | Toulouse FC | 2:0      | 0:5       |

| Division 1 | Gesamt | Division 2  | Hinspiel | Rückspiel |
| ---------- | ------ | ----------- | -------- | --------- |
| FC Tours   | 3:2    | Toulouse FC | 1:0      | 2:2       |